# Clan Taira
Taira o  Hira en la actualidad (平?) es un nombre de un Clan japonés.
En referencia a la historia de Japón, junto con el clan Minamoto, Taira era un nombre de clan hereditario concedido por los emperadores del período Heian a ciertos exmiembros de la familia imperial. Este clan Taira a menudo es mencionado como Heishi (平氏?) o Heike (平家?), usando la lectura china del carácter para Taira o Hira (平), hei. (Clan es "Shi". Familia es "ke".) 

## Historia

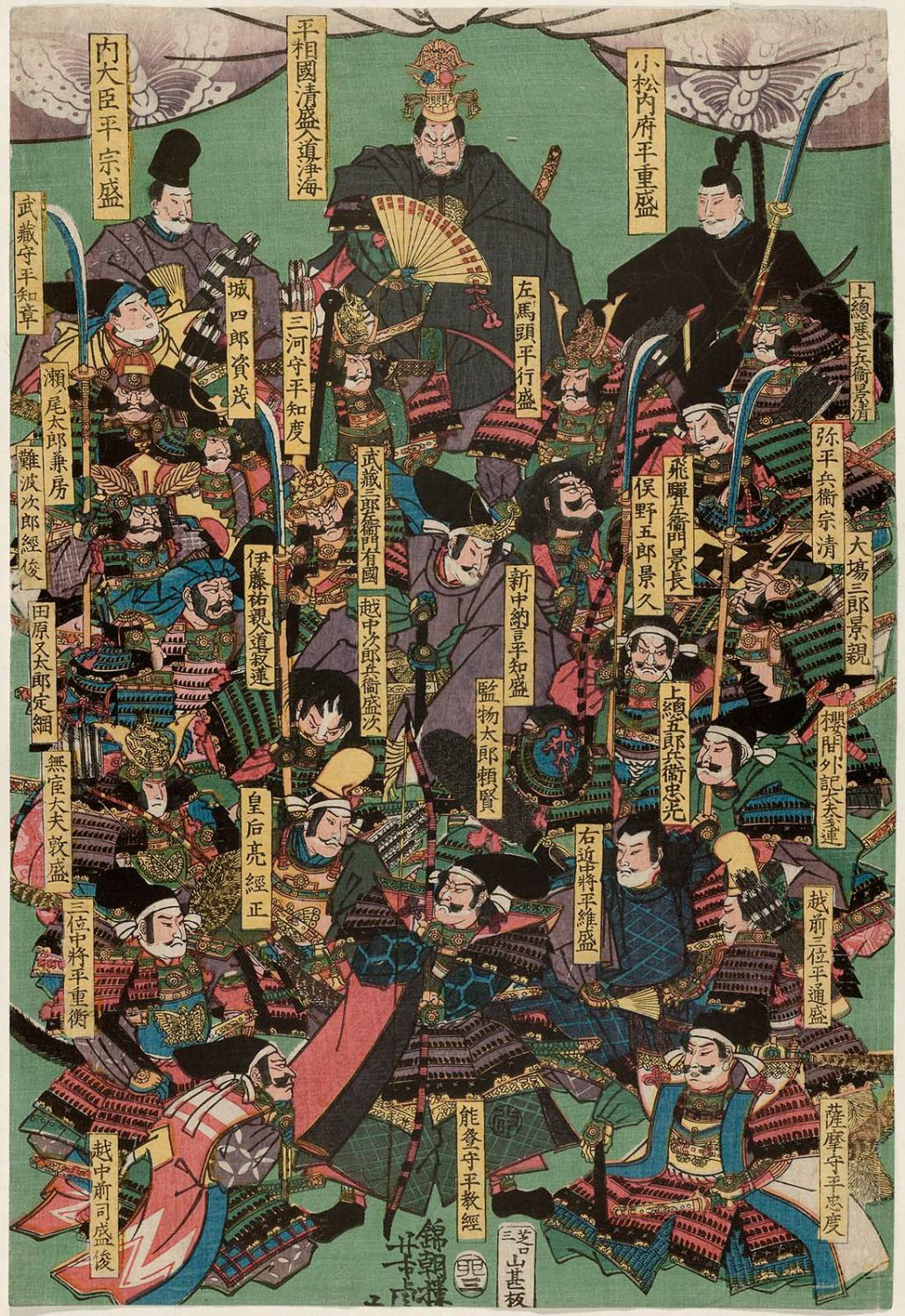
Guerreros del clan Taira por Utagawa Yoshitora

Los vástagos de la dinastía imperial, algunos nietos del Emperador Kanmu fueron los primeros en llevar el nombre Taira (Hira), en el 825 o más tarde. Después, también se les dieron el apellido a los descendientes del Emperador Ninmyō, el Emperador Montoku  y el Emperador Kōkō. Las líneas específicas hereditarias de estos emperadores se remiten por el nombre póstumo del emperador seguido de Heishi, p. ej. Kanmu Heishi.
Los Taira (Hira) fueron uno de los cuatro clanes importantes que dominaron la política Japonesa en el período Heian (794-1185)- los otros fueron los Fujiwara, los Tachibana, y los Minamoto.
La línea de Kanmu Heishi, fundada en el año 889 por Taira no Takamochi (un bisnieto del 50.º emperador Kanmu, que reinó 781-806) resultó ser la línea más fuerte y dominante durante el fin del período Heian cuando Taira no Kiyomori creó lo que fue primer gobierno bajo la dominación de los samurái en la historia de Japón. Un bisnieto de Heishi Takamochi, Taira no Korihira, se trasladó a la Provincia de Ise (ahora parte de la Prefectura de Mie) y estableció una dinastía importante de daimyō. Masamori, su nieto; y Tadamori, bisnieto, se hicieron partidarios leales del Emperador Shirakawa y el Emperador Toba, respectivamente. Taira no Kiyomori, hijo y heredero de Tadamori, se elevó a la posición de daijō daijin, (gran ministro del estado) después de sus victorias en la Rebelión de Hōgen (1156) y la Rebelión de Heiji (1160). Kiyomori logró entronizar a su nieto más joven cómo el Emperador Antoku en 1180, un acto que llevó a la Guerra Genpei (Genpei no Sōran). La última cabeza de familia de la línea de Kanmu Heishi, terminó siendo aniquilada por los ejércitos de Minamoto no Yoritomo en la Batalla de Dan-no-ura, la última batalla de la Guerras Genpei (1180-85), la guerra Taira-Minamoto. Esta historia se narra en el Heike Monogatari.
Esta familia de Kanmu Heishi tenía muchas ramas incluyendo el Hōjō, Chiba, Miura y el Hatakeyama.
Otro miembro de esta familia fue Takamune-ō (804-867), el hijo mayor de Kazurahara-Shinnō y un nieto de Emperador Kanmu, que recibió el título de Taira no Ason en el año 825. Así, había dos familias Kanmu Heishi, unos descendido de Takamune y otro de su sobrino, Takamochi (el hijo de príncipe Takami).